# Edi Rama
Edvin Kristaq Rama (Tirana, 4 de julio de 1964), más conocido como Edi Rama, es un político, pintor, escritor, exprofesor universitario, publicista y exjugador de baloncesto albanés, que actualmente se desempeña como el 33.º primer ministro del país desde 2013 y presidente del Partido Socialista de Albania desde 2005.
Antes de su mandato como primer ministro, Rama ocupó varios cargos. Fue presidente de la Asociación Albanesa de Alcaldes y ministro de Cultura, Juventud y Deportes. Fue electo alcalde de Tirana en el 2000 y reelecto en 2003 y 2007. Resultó elegido como primer ministro de Albania en las elecciones parlamentarias de 2013, en las cuales la coalición de partidos de centro izquierda liderada por Rama obtuvo el 57,63 % de los votos, derrotando a la coalición de centro derecha en torno al Partido Democrático de Albania del entonces primer ministro Sali Berisha. Rama fue nombrado primer ministro para un segundo mandato tras las elecciones de 2017. Rama ganó un tercer mandato luego de las elecciones parlamentarias de 2021 en las que derrotó al candidato del Partido Democrático de Albania, Lulzim Basha, por segunda vez consecutiva. Es el único primer ministro albanés en la historia que ha ganado tres elecciones parlamentarias seguidas. Su partido ha ganado las cinco elecciones albanesas desde 2013 (incluidas dos elecciones locales).
Fue uno de los iniciadores de Open Balkan, una zona económica de los países de los Balcanes Occidentales destinada a garantizar las «cuatro libertades».
Además, Rama tiene el récord de ser el jefe de Gobierno más alto en la actualidad con 2,01 metros de altura, reconocido por Guinness World Records en noviembre de 2024, le sigue, como jefe de Estado, el rey Felipe VI de España, con 1,97 metros. Según otros medios como TV Azteca, es el presidente gubernamental más alto con 1,96 m empatado con el belga Alexander De Croo.

## Faceta de pintor
Rama es también autor de varias exposiciones de pintura personales en Europa, América del Norte, etc. Sus exposiciones personales incluyen galerías de Nueva York, Fráncfort del Meno, Berlín o São Paulo. En 2009 publicó un libro que contiene notas y pinturas titulado Edi Rama.[cita requerida]

## Trayectoria política

### Ministro de Cultura, Juventud y Deportes
En 1997 unos agentes de seguridad golpearon a Rama y lo dejaron gravemente herido. Después de su recuperación emigró a París. Cuando volvió a Albania por el funeral de su padre en 1998, Fatos Nano lo incluyó en el gobierno como ministro de Cultura, Juventud y Deportes.

### Alcalde de Tirana

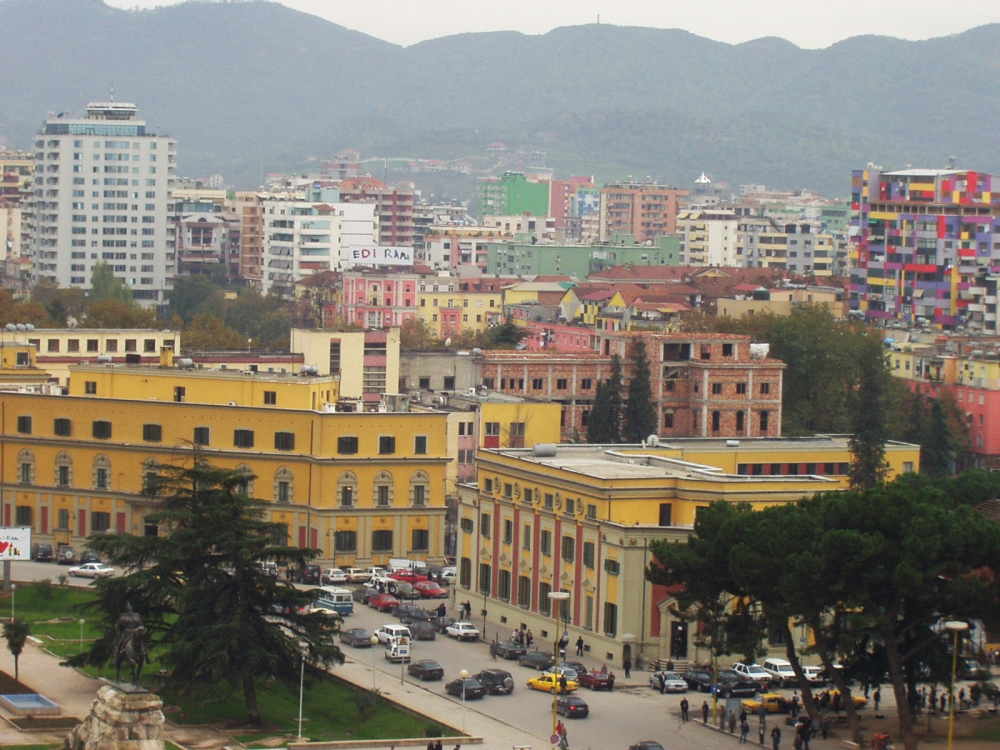
Tirana, 2003.

En el año 2000 se postuló a la alcaldía de Tirana como candidato independiente apoyado por el Partido Socialista de Albania. Reunió el 54 % de los votos.
Rama proyectó librar a la capital albanesa de muchos edificios construidos ilegalmente en tierras municipales, como los parques locales y los bancos de la Lana. Otro proyecto en el año 2000 dio lugar a la producción de 96 700 metros cuadrados de zonas verdes y parques de la ciudad, así como la plantación de casi 1800 árboles. También ordenó repintar muchos edificios antiguos. Los críticos con su política afirman que Rama está centrando demasiado la atención sobre los cambios cosméticos sin fijarse en ninguno de los grandes problemas reales como la escasez de agua potable y electricidad.
Sobre su trabajo como alcalde dijo que: «Es la tarea más apasionante en el mundo, porque me pongo a inventar y luchar por buenas causas todos los días. Ser el alcalde de Tirana es la forma suprema del arte conceptual. Es el arte en estado puro».
En diciembre de 2004, Edi Rama fue nombrado Mejor alcalde del mundo 2004, en una competencia internacional basado en el voto directo por Internet, organizado por la organización comercial CITYMAYORS-no, que se encuentra en Londres.
Fue elegido por la revista Time como uno de los héroes europeos de 2005, en un homenaje a 37 personas que están cambiando el mundo para mejor.
El efecto más criticado de sus políticas han sido los muchos kioscos demolidos en la ciudad desde que dirigió el Ayuntamiento de Tirana. En un intento de ampliar las carreteras, se ha autorizado la demolición de las propiedades privadas para que puedan ser pavimentadas, ampliando así las calles. Ha sido acusado de corrupción y malversación de fondos por la oposición.
En las elecciones de 2009, el Partido Socialista de Albania fue el partido más votado, pero su coalición «Unidad por el Cambio» (coalición de izquierdas), quedó por detrás de la coalición «Alianza del Cambio» (coalición de derechas), obteniendo 65 escaños de los 140 que componen el Parlamento de Albania. El Movimiento Socialista por la Integración y el Partido Democrático formaron una coalición de gobierno, mientras que los socialistas comenzaron con protestas por la «transparencia del voto». Rama fue criticado por un grupo de políticos compuesto por Ben Blushi, Kastriot Islami y Andis Harasani por dirigir el partido sin colaboradores.
El 23 de junio de 2013 una alianza con la participación del PS, «Alianza por una Albania europea», ganó las elecciones parlamentarias y obtuvo 86 escaños, derrotando a la coalición del hasta entonces primer ministro Sali Berisha, «Alianza para el Empleo, la prosperidad y la Integración», que obtuvo 56 escaños, 12 menos que en las anteriores elecciones.

### Primer ministro

#### Política interna
A su llegada al poder, Edi Rama contactó con el Fondo Monetario Internacional para pactar un acuerdo que ayudase a solventar los problemas fiscales de Albania. Se pactó un programa de 3 años que Albania cumplió a rajatabla, mejorando su déficit fiscal y bajando la relación deuda pública-PIB. También contactó con la Escuela de Gobierno John F. Kennedy (conocida coloquialmente como Harvard Kennedy School), para buscar profesionales que diagnosticasen los fallos de la economía albanesa y ayudasen a fortalecerla.
Edi Rama adoptó una política económica neoliberal, considerada más derechista que la de los gobiernos del Partido Democrático. Redujo el gasto público y favoreció las asociaciones público-privadas, fuentes de enriquecimiento rápido para un círculo de empresarios cercanos al poder, en la mayoría de los sectores (turismo, educación superior, salud, obras públicas, cultura...). Sin embargo, el Fondo Monetario Internacional (FMI), tradicionalmente favorable a estas políticas, ha considerado que el gobierno albanés estaba procediendo demasiado rápido con la privatización y exponía al país a «importantes riesgos fiscales».
Cuando Rama llegó al gobierno en 2013, el país estaba estancado, con un crecimiento de apenas un 0,44 %, la tasa de crecimiento se acercó al 4 % en 2017 y 2018. La tasa de desempleo se redujo del 17,5 % en 2014 al 11,5 % en 2020. La mejora de la situación económica se explica por la estabilidad política del país: «Somos un país sin Senado, sin sindicatos, sin una izquierda radical y sin comediantes que hacen política». No obstante, los salarios siguen siendo bajos y la emigración se ha acelerado desde 2014.
El tráfico de drogas ha aumentado considerablemente y representa casi un tercio del PIB en 2017. Según las estimaciones de la aduana italiana, en 2016 se destruyeron 753 000 plantas de cannabis, en comparación con las 46 000 en 2014. Se estima que esa destrucción ha afectado sólo al 10 % de la superficie cultivada en Albania. El propio ministro del Interior, Saimir Tahiri (en funciones de 2013 a 2017), fue culpado por su participar en este tipo de tráfico.
En 2018, aprobó una ley, acogida con beneplácito por la Unión Europea, que prevé la licitación de las universidades y su apertura al mercado. El aumento de las tasas de matrícula ha causado descontento entre los estudiantes.

#### Política externa
En cuestiones de política exterior, es cercano al líder turco Recep Tayyip Erdoğan, a quien describe como hermano y aliado estratégico. A petición suya, cerró escuelas vinculadas al movimiento de Gülen, que llegó a calificar de «organización terrorista».
Desde 2014, Albania ha solicitado su ingreso en la Unión Europea.
A finales de 2019, tuvo un encontronazo público con el primer ministro de Kosovo Ramush Haradinaj por la iniciativa Open Balkan durante el que Rama llegó a calificar la postura del kosovar en mentiras por la ignorancia o a proposito. En 2020 Rama prensetó una demanda por difamación contra Haradinaj.
En octubre de 2020, el Parlamento albanés formalizó la adopción por el país de la definición de antisemitismo de la Alianza Internacional para el Recuerdo del Holocausto (IHRA), reconociendo que las críticas a Israel son antisemitas. 
En 2024, Rama anunció la intención de crear un nuevo microestado europeo llamado Estado Soberano de la Orden Bektashí, un enclave en Tirana que sirva como cuartel general de los Bektashi, dirigidos actualmente por el albanés Baba Mondi.

#### Elecciones y relaciones con la oposición
En las elecciones de 2017, los socialistas liderados por Edi Rama mantuvieron el poder y se formó un nuevo gabinete ejecutivo que era paritario y proeuropeo. Con las mejoras propulsadas en su primer mandato.
Para denunciar la concentración de poder en manos del Partido Socialista y su dominio sobre los medios de comunicación y el poder judicial, el Partido Demócrata se retiró de la labor parlamentaria en febrero de 2019 y boicoteó las elecciones municipales en junio del mismo año. El desarrollo de estas elecciones fue criticado por los observadores electorales de la OSCE, que señalaron que el partido gobernante era el único candidato en la mayoría de los municipios y que se registraron un gran número de irregularidades y presiones sobre los votantes.
A partir de febrero de 2019, Rama es cada vez más criticado por la oposición, que pide su dimisión y organiza manifestaciones en el país. Ante las mayores manifestaciones en décadas, despidió a la mitad de su gobierno e hizo algunas concesiones al movimiento estudiantil.